# Isla El Frontón
El Frontón es una pequeña isla ubicada en el océano Pacífico, cerca de la costa de la ciudad de El Callao, en el Perú. Posee alrededor de 100 hectáreas (equivalentes a 1 kilómetro cuadrado) de Superficie. Se le conoce también como Isla Callao.

## Historia
Permaneció sin ser habitada por siglos, solo siendo sitio de atraque de piratas y corsarios durante el Virreinato del Perú. En 1917 durante el segundo gobierno de José Pardo y Barreda se construyó una prisión donde fueron encarcelados los más avezados y peligrosos criminales.
También estuvieron recluidos en la isla presos políticos como el expresidente Fernando Belaúnde Terry quien fue encerrado durante doce días en los años 60, por encabezar desde Arequipa una manifestación en contra del segundo gobierno del aristocrático Manuel Prado Ugarteche. En 1981 Fernando Belaúnde Terry renombró esta prisión como Penal San Juan Bautista.

### Motín de 1986

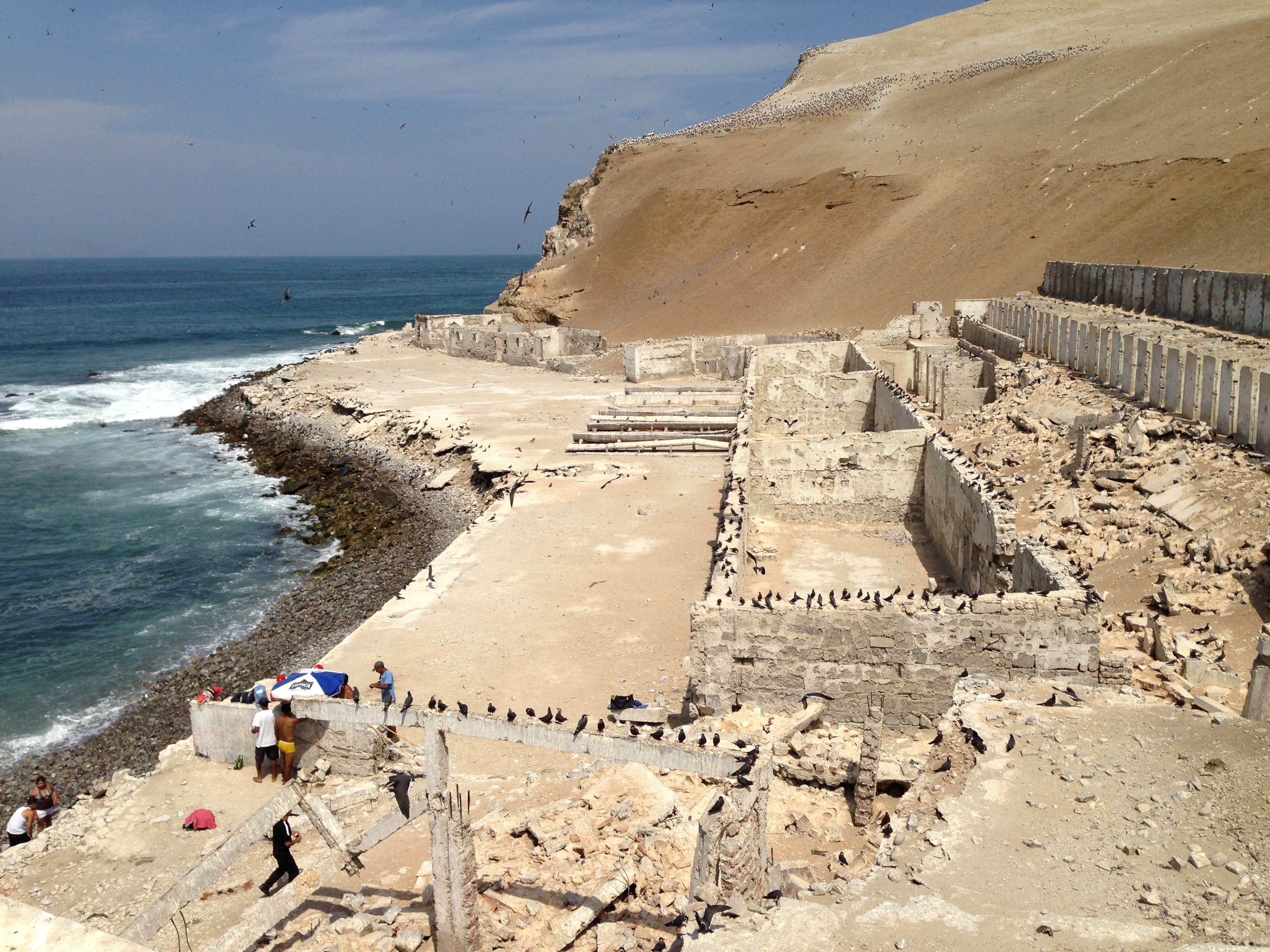
Ruinas del antiguo penal de máxima seguridad de El Frontón.

El suceso por el que más se conoce esta isla es el motín ocurrido el 18 de junio de 1986, durante el gobierno de Alan García Pérez, de parte de los reclusos pertenecientes al movimiento terrorista Sendero Luminoso. La represión del motín por parte de las autoridades fue conocida como la matanza en los penales del Perú.
El motín se inició en el llamado Pabellón Azul, cuando los internos tomaron por rehenes a varios custodios del penal, a quienes les arrebataron sus armas de fuego, fusiles FN FAL, además de haber confeccionado pequeñas bombas caseras llamadas "quesos rusos" y cócteles Molotov. La Marina de Guerra del Perú, cuya base más cercana se encuentra en el distrito de La Punta a solo minutos de la isla en mención, realizó un ataque a las instalaciones retomando el control de la isla. Horas más tarde la prensa peruana daba cuenta que la mayoría de los amotinados habían perecido en el proceso, siendo aún hasta hoy en día materia de investigación, tanto judicial como periodística, el posible hecho de ejecuciones extrajudiciales, hecho que involucraría al mismo presidente García.[cita requerida]

## Geografía
Seca, desierta y sin vegetación, está situada a 7 km de la costa, al este del distrito de La Punta y al sureste de la isla San Lorenzo. Tiene un área aproximada de 1 km² lo cual equivale a la mitad del tamaño de Mónaco.